# Баскет-холл (Краснодар)
Баскет-холл — крытая многофункциональная спортивная арена, расположенная в городе Краснодар. Является частью строящегося комплекса «Город спорта», в котором можно будет проводить соревнования по более чем 20 олимпийским видам спорта.
Баскет-холл — домашняя площадка баскетбольной команды «Локомотив-Кубань», первый матч прошел 11 октября 2011 года. Помимо спортивных соревнований, в Баскет-холле проводятся концерты, выставки, ярмарки и другие массовые мероприятия.
17 сентября 2016 года в рамках отбора к чемпионату Европы на арене впервые прошёл матч сборной России.

## Технические характеристики
Здание комплекса составляют два больших объёма: основной корпус и корпус тренировочного зала, которые соединены между собой четырёхуровневым переходом.
Основная арена вмещает 7500 зрителей.
- размер площадки 45 х 27 метров, высота 32 метра,
- размер баскетбольного поля 28×15 метров

Тренировочный зал оборудован раздвижными трибунами на 1500 мест.
- размер площадки 47 х 34 метра, высота 11 метров.

Оборудованы помещения для занятий тяжелой атлетикой, боевыми искусствами, гимнастикой.
Снаружи комплекса расположена стоянка на 700 машиномест.
На территории Баскет-Холла работает фитнес-клуб и спа.